# Isidre Codina Garcia
Isidre Codina Garcia és un exentrenador andorrà. Va ser el seleccionador nacional de futbol d'Andorra eL 1996, abans era entrenador de l' Sporting Club Escaldes.

## Biografia
Isidre Codina va dirigir el seleccionat nacional d'Andorra el 13 de novembre de 1996, quan va disputar el seu primer partit internacional contra Estònia. L'amistós va acabar amb la derrota d'Andorra per 1 a 6. El 1997, Codina, com a entrenador del seleccionat nacional d'Andorra, va participar en la votació del jugador de l'any de la FIFA i va votar per Ronaldo.